# Ali Ryerson

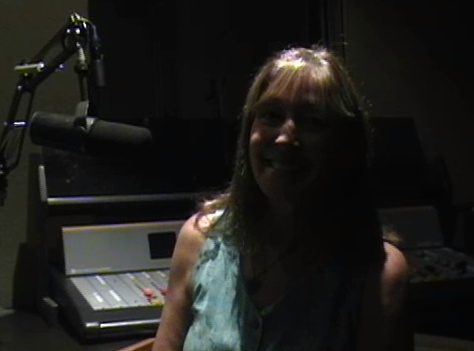
Ali Ryerson, 2006

Ali Ryerson (* 21. Oktober 1952 in New York City) ist eine US-amerikanische Jazz-Flötistin.

## Leben und Wirken
Ryerson ist Tochter des Gitarristen Art Ryerson, der als Studiomusiker in New York u. a. mit Charlie Parker arbeitete. Durch die Jam-Sessions ihres Vaters kam sie schon früh mit Musikern wie Milt Hinton, Barry Galbraith oder Lou Stein in Kontakt. Mit acht Jahren begann sie Flöte zu spielen und trat als Jugendliche in der Jazzrock-Band ihrer Brüder Art, Rich und John auf. Sie hatte eine klassische Musikausbildung am Hartt College der University of Hartford, wo sie sich mit Jazz beschäftigte und 1979 den Bachelor erwarb. Im Laufe ihrer Karriere spielte sie sowohl im Bereich des Jazz als auch der klassischen Musik, wie etwa mit dem Monterey Bay Symphony und Luciano Pavarotti. 1980 zog sie nach Montréal und trat in einem Duo in Hotels auf. Sie verbrachte drei Jahre in Belgien als freischaffende Musikerin, wo sie mit Musikern wie Steve Houben und Charles Loos spielte, mit denen zwei Alben entstanden.
Nach ihrer Rückkehr nach New York arbeitete sie als Studiomusikerin und unterrichtete in Workshops. Daneben veröffentlichte sie unter eigenem Namen mehrere Alben für Bob Thieles Label Red Baron und für Concord Jazz, an denen Musiker wie Kenny Barron, Harold Danko, Santi Debriano, Roy Haynes und Red Rodney mitwirkten. 1996 entstand im Trio mit dem Gitarristen Joe Beck und dem Perkussionisten Steve Davis das Dmp-Album Alto; außerdem arbeitete sie u. a. mit Stéphane Grappelli, Maxine Sullivan, Art Farmer, Lou Donaldson und Billy Taylor. 2013 präsentierte sie ihre Jazz Flute Big Band mit 16 Flöten unterschiedlicher Tonhöhe und Rhythmusgruppe (und den Gastsolisten Hubert Laws, Néstor Torres und Holly Hofmann).

## Diskographische Hinweise
- Charles Loos/Ali Ryerson: (European Music Distr., 1988)
- Vagabondages (Igloo, 1989) mit Charles Loos und Steve Houben
- No wall, No War (B Sharp) – A Jazz Ballet with Charles Loos and John Ruocco (1991)
- Blue Flute (Red Baron, 1991)
- I’ll Be Back (Red Baron, 1992)
- Portraits in Silver (Concord, 1994)
- In Her Own sweet Way (Concord, 1997) mit Harold Danko
- Broadway – Westside Story (Stanza, 2003)
- Soul Quest (Stanza, 2005) mit Steve Rudolph, Steve Varner
- Ali Ryerson Jazz Flute Big Band: Game Changer (Capri 2013)[3]